# Scylaticus trophus
Scylaticus trophus là một loài ruồi trong họ Asilidae. Scylaticus trophus được Londt miêu tả năm 1992. Loài này phân bố ở vùng nhiệt đới châu Phi.